# Corisco
Pour les articles homonymes, voir Corisco (homonymie).
Corisco (également appelé Mandji Benga) est une île de la Guinée équatoriale, située à 29 km au sud-ouest de l'estuaire du Rio Muni qui marque la frontière avec le Gabon. Corisco, dont le nom dérive du mot portugais pour la foudre, a une superficie de 14 km², son point le plus élevé culminant à 35 mètres au-dessus de la mer.

## Histoire
Occupée à l'origine par le peuple Benga, Corisco fut acquise par l'Espagne en 1843, résultat d'un arrangement fait par Juan José Lerena y Barry (es) avec le roi Benga Bonkoro I (es). 
Bonkoro meurt en 1846 et son fils Bonkoro II (es) lui succède, mais à cause de rivalités sur l'île, Bonkoro II part pour l'île de São Tomé et Munga I (es) dirige alors Corisco de 1848 à 1858, son fils Munga II prenant la suite et rencontrant l'explorateur Manuel Iradier dans les années 1870.

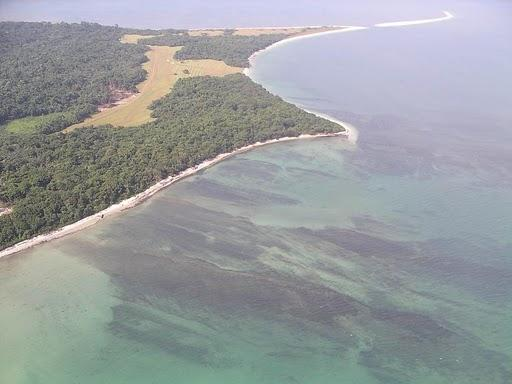
Corisco.

Globalement, les Espagnols prêtèrent peu attention à Corisco. Au début du XXe siècle, l'île faisait partie de l'administration d'Elobey, Annobón et Corisco, des timbres postaux furent édités sous ce nom. L'île fut rattachée à la Guinée équatoriale à l'indépendance de cette dernière.

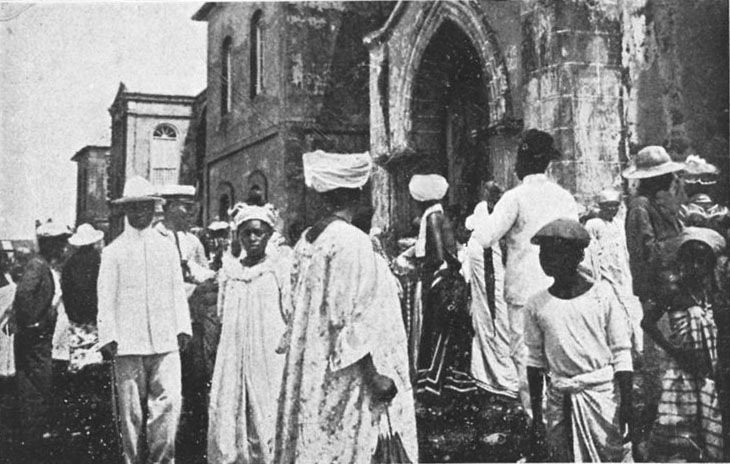
Bengas de Corisco à la sortie de la messe en 1910.

On a construit sur cette île, ainsi que sur l'estuaire du Muni ou elle se situe, des baraquements qui ont été utilisés durant la traite transatlantique.
L'île de Corisco a également été une zone stratégique pour le commerce de matières premières comme l'ivoire, le caoutchouc encore ou l'okume.
Le 19 mai 2025, la cour de la CIJ a déclaré, que le titre légal sur les îles de Mbanié, Cocotiers et Conga était détenu par l’Espagne suite au traité de Paris de 1900, qui l’a ensuite transmis à la Guinée équatoriale lorsque celle-ci est devenue indépendante en 1968.

## Économie
Corisco et les eaux environnantes de la baie de Corisco (es) sont devenus un centre d'intérêt ces dernières années pour cause de prospection pétrolière. Cette zone est disputée avec le Gabon.